# Ostrinia narynensis
Ostrinia narynensis là một loài bướm đêm trong họ Crambidae.